# 乾熱滅菌

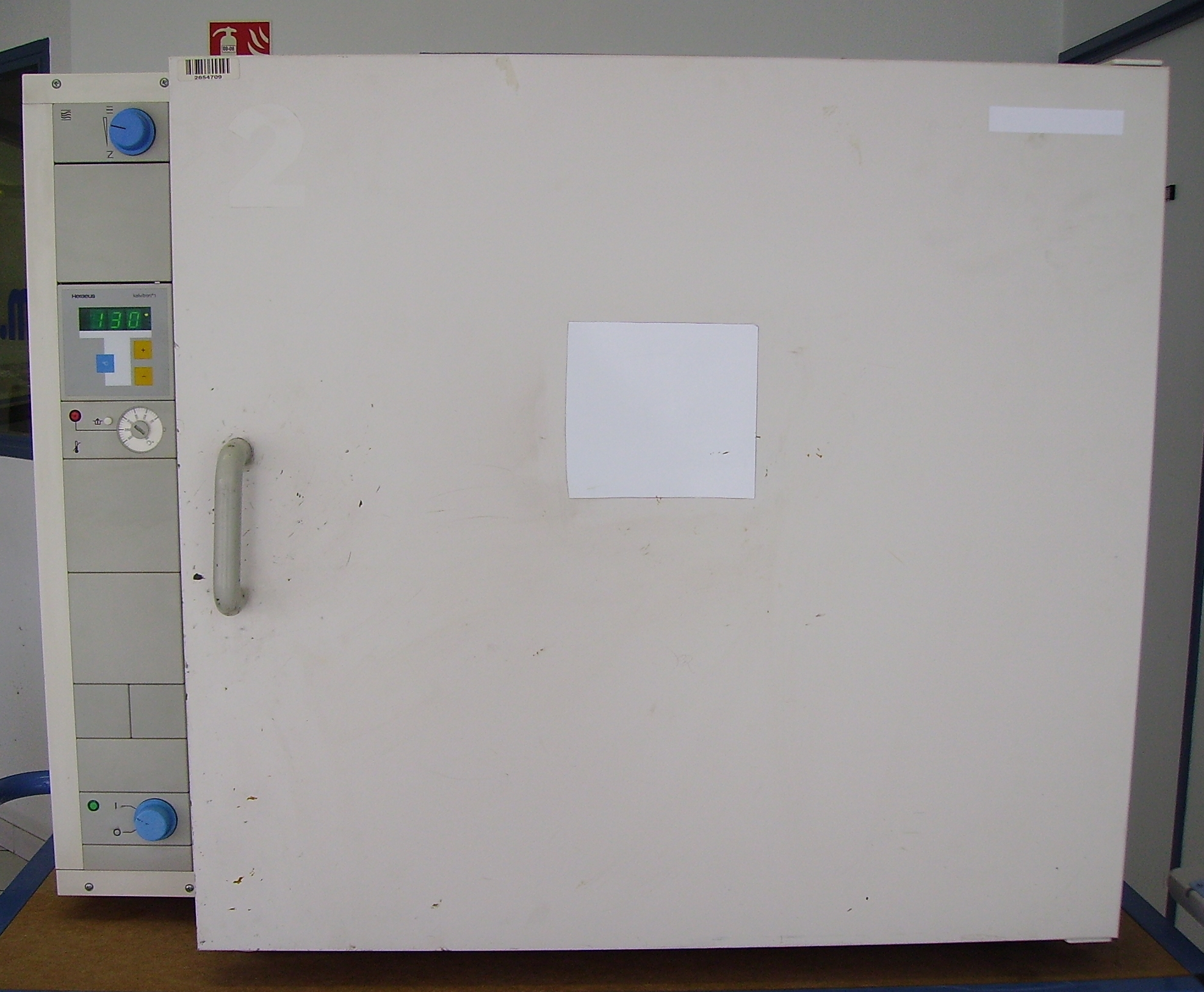
実験室用電気オーブン

乾熱滅菌（かんねつめっきん）とは、加熱による滅菌方法の一つである。

## 乾熱滅菌の原理
乾熱滅菌は、160℃-200℃で、30分-2時間加熱する事により微生物やDNaseなどの酵素や蛋白質を熱変性させ、失活させる滅菌法である。金属・陶磁器・ガラス等の素材の実験器具等、熱に安定なものの滅菌に用いられている。日本薬局方による規定では、160～170℃であれば120分間、170-180℃であれば60分間、180-190℃であれば30分間が常法とされる。
装置としては、直接加熱法（電気又は気体燃料の燃焼で直接加熱し指定された温度を維持する方法）又は間接加熱法（オーブンのように電気又は燃料ガスの燃焼で温めた熱風を循環させて指定された温度を維持する方法）が用いられる。
滅菌された装置や器具は、外気にさらされた瞬間、その表面の滅菌状態は解除されたものと見なさなければならない。そのため、場合によっては新聞紙等によって包んだ上で滅菌し、使用の直前に包みを開けることが行われる。ガラスシャーレなどは複数枚を重ねて梱包して滅菌する。

## 長所・短所

### 長所
- 高圧蒸気滅菌などと異なり、水蒸気などの媒体を用いない為水に弱い材質等の滅菌に優れている。（油脂等）
- 比較的装置が小型のものがあり、電気や燃料ガス（又は両方）があれば設置できる物が多い。
- 蒸気の浸透しにくいものでも滅菌出来る。
- 時間と温度の変更により、エンドトキシンの除去も可能であるとされている。[2][3]

### 短所
- 培地・プラスチックなどの高温に耐えないものの滅菌は出来ない。
- 一部の芽胞などは、300℃・30分の滅菌を行っても殺滅出来ない事がある。[2]
- 紙類を乾熱滅菌すると、加温により変色する事がある。

## 滅菌確認の為のインジケーター
滅菌行程が完了したかの確認には、高圧蒸気滅菌や酸化エチレンガス滅菌等の確認と同様にインジケーターを用いて判定する。

### 化学的インジケーター
化学反応を用いたインジケーターでISO 11401-1により分類されているもので、温度又は温度と時間により変色するカード又はテープなどでの確認を行なう。

### 生物学的インジケーター
指標菌として標準菌株であるBacillus atrophaeus ATCC9372（旧Bacillus subtilis ATCC9372)を106個以上しみこませた、ろ紙などを、滅菌時に同時に滅菌し培養して指標菌の発育が無い事を確認する。